# Bettina Hennig

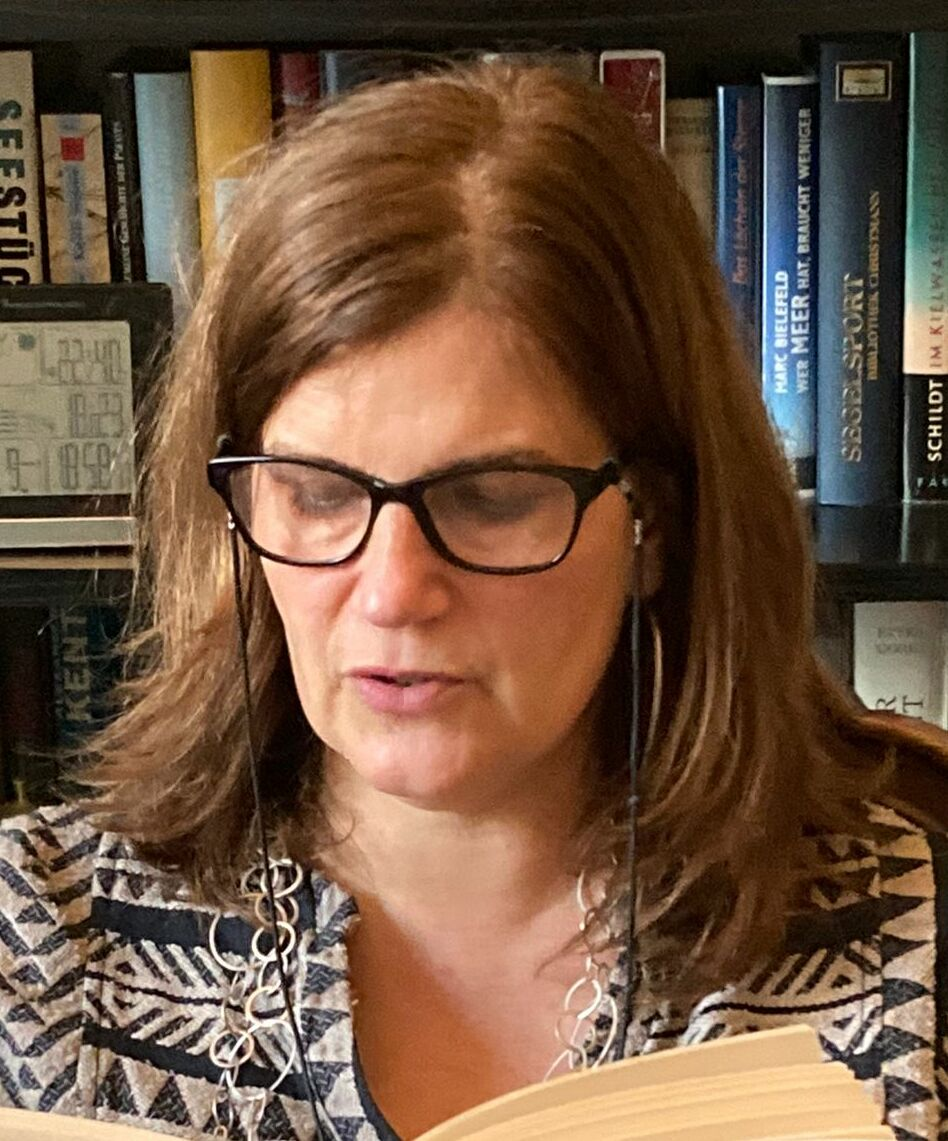
Bettina Hennig bei einer Lesung im September 2023 in Hamburg

Bettina Hennig (* 1963 in Hamburg) ist eine deutsche Journalistin, Schriftstellerin und Dozentin. Sie lebt und arbeitet in Hamburg.

## Werdegang
Nach ihrem Abitur 1983 an der Humboldtschule in Bad Homburg vor der Höhe zog Bettina Hennig nach Hamburg, wo sie als Cutter-Assistentin arbeitete. Von 1984 bis 1986 war sie Mitglied des Bundesverbandes Filmschnitt Editor.
1986 folgte ein Studium der Germanistik mit dem Schwerpunkt Film und Theater an der Universität Hamburg, das sie 1992 mit einer Magisterarbeit zum Thema Film und Traum. Elemente einer psychoanalytischen Filmtheorie abschloss. Die Arbeit setzt sich mit den psychoanalytische Theorien von Sigmund Freud und Jacques Lacan auseinander und gehört zum Bestand der Bibliothek der Psychoanalyse im Sigmund Freud Museum in Wien.
Seit 1989 arbeitete sie als Journalistin mit dem Schwerpunkt Fernsehen, Film, Kino und Prominenz in verschiedenen Positionen, unter anderem für die Hamburger Morgenpost, Gala und Bild am Sonntag sowie für Publikationen der Verlage Bauer und Klambt. Ab 2015 war sie zunächst Chefreporterin, von 2017 bis 2019 Chefredakteurin der Zeitschrift Inside – das Starmagazin.

## Forschung und Lehre
2013 wurde Hennig an der Universität Hamburg zur Dr. phil. promoviert. Ihre Doktorarbeit beschäftigt sich mit dem Thema Klatschjournalismus. Fragment einer adeligen Kultur in der bürgerlichen Gesellschaft. Sie wurde von der österreichischen Kommunikationswissenschaftlerin Irene Neverla betreut. In Zusammenarbeit mit der Hamburger Journalistin Rike Schulz erschien 2014 im Verlag Herbert von Halem das Lehrbuch Klatsch. Basiswissen für die Medienpraxis. Das Buch fand bei den Journalistenverbänden BJV und DFJV Erwähnung. Der Österreichische Journalisten Club (ÖJC) urteilte in seinem Organ Statement: „Die Autorinnen dieses Buches leisten echte Pionierarbeit, die Lektüre ist lehrreich und unterhaltsam.“ Hennig gilt als Expertin für Adel- und Klatschjournalismus.
Im Wintersemester 2015/2016 und Sommersemester 2016 war sie als Lehrbeauftragte und Dozentin an der Hochschule für Angewandte Wissenschaften Hamburg tätig. Von 2020 bis 2021 war sie dort Vertretungsprofessorin für das Fach „Journalistik und Kommunikationswissenschaften“. Schwerpunkt ihrer Seminare war die journalistische Praxis, insbesondere die der Interviewführung.

## Bücher
2008 veröffentlichte Hennig die Romanbiografie Luise – Königin aus Liebe über Luise von Mecklenburg-Strelitz, Königin von Preußen, zunächst im Bertelsmann Buchclub, 2009 im Goldmann Verlag. 2014 folgte mit Friederike – Prinzessin der Herzen eine Romanbiografie über Luises Schwester Friederike von Mecklenburg-Strelitz.
Hennigs Sachbücher Der frühe Vogel kann mich mal – Lob der Langschläfer und Ich bin dann mal vegan – Glücklich, fit und nebenbei die Welt retten erreichten die Bestsellerliste des Spiegels. 2016 erschien der Ratgeber Krön Dich selbst, sonst krönt Dich keiner, 2018 das Nachschlagewerk Das magische Lexikon der Einhörner. 
Ihre Publikationen fanden breite Medienresonanz.

## Sonstiges
Sie ist seit 2008 ordentliches Mitglied bei DELIA – Vereinigung deutschsprachiger Liebesroman-Autoren und -Autorinnen, deren Vorstand sie von 2009 bis 2011 als Sprecherin sowie 2013 als Vizevorsitzende angehörte. 2021 war Hennig Jury-Mitglied für den Delia-Literaturpreis.
Bettina Hennig lebt vegan und ist Mitglied des Deutschen Journalisten-Verbands sowie der SPD.

## Werke

### Romane
- Luise – Königin aus Liebe. 5. Auflage. Goldmann, München 2009, ISBN 978-3-442-46406-7.
- Friederike – Prinzessin der Herzen. Goldmann, München 2015, ISBN 978-3-442-48022-7.

### Sachbücher
- Der frühe Vogel kann mich mal. Lob der Langschläfer. 4. Auflage. Ullstein, Berlin 2011, ISBN 978-3-548-37353-9.
- Ich bin dann mal vegan. Glücklich und fit und nebenbei die Welt retten. S. Fischer, Frankfurt am Main 2014, ISBN 978-3-596-03104-7.
- Krön Dich selbst, sonst krönt Dich keiner. Prinzessin werden sein und in jeder Lage bleiben. Eden, Berlin 2016, ISBN 978-3-95910-091-5.
- Das magische Lexikon der Einhörner. Fabelhafte Fakten für alle, die der Realität nicht trauen. Lübbe, Köln 2018, ISBN 978-3-404-17738-7.

### Wissenschaft
- Film und Traum. Elemente einer psychoanalytischen Filmtheorie. Magisterarbeit. Universität Hamburg, Hamburg 1992.
- Klatschjournalismus. Fragment einer adeligen Kultur in der bürgerlichen Gesellschaft. Dissertation. Universität Hamburg, Hamburg 2013.
- Klatsch. Basiswissen für die Medienpraxis. Herbert von Halem, Köln 2014, ISBN 978-3-86962-027-5.